# Oribatula variaporosa
Oribatula variaporosa är en kvalsterart som beskrevs av Iordansky 1991. Oribatula variaporosa ingår i släktet Oribatula och familjen Oribatulidae. Inga underarter finns listade i Catalogue of Life.